# Выборы губернатора Брянской области (2020)
Выборы губернатора состоялись в Брянской области 13 сентября 2020 года в единый день голосования. Губернатор избирался сроком на 5 лет.
По данным ЦИК РФ, численность избирателей в регионе на 1 июля 2020 года составляла 983 056 человек. Победу на выборах одержал действующий губернатор Брянской области Александр Богомаз.

## Предшествующие события
Срок действия полномочий действующего губернатора Александра Богомаза истёк в 2020 году. На предыдущих выборах главы региона в 2015 году он одержал уверенную победу с 79,96% голосов, являясь к тому моменту временно исполняющим обязанности губернатора Брянской области после отставки в сентябре 2014 года Николая Денина.
Как и в 2015 году, Александр Богомаз считался фаворитом на выборах главы Брянской области. К его плюсам причисляли высокую узнаваемость в регионе и поддержку президента, а также рост экономических показателей в области.

## Избирательная комиссия
Избирательная комиссия Брянской области состоит из 14 членов, была сформирована в декабре 2016 года на 5 лет. Председатель избирательной комиссии — Анненкова Елена Анатольевна, являвшаяся заместителем председателя Комиссии предыдущего состава. Её заместителем избрана Фурса Екатерина Андреевна, а секретарем Комиссии избрана Буянова Галина Александровна. Таким образом, впервые в постсоветской истории руководство брянского облизбиркома было сформировано женщинами.

## Ключевые даты
- 11 июня депутаты Брянской областной думы приняли решение о проведение выборов губернатора региона 13 сентября 2020 года — единый день голосования (за 100—90 дней до дня голосования)
- с 12 июня по 2 июля — период выдвижения кандидатов (20 дней, отсчёт начинается со следующего дня после назначения выборов)

агитационный период начинается со дня выдвижения кандидата и прекращается за одни сутки до дня голосования
- период сбора подписей муниципальных депутатов для регистрации кандидата начинается после представления в избирательную комиссию заявления кандидата о согласии баллотироваться
- подача документов для регистрации кандидата — не ранее чем через 20 дней и не позднее чем через 30 дней после дня официального опубликования решения о назначении выборов (до 18 часов по местному времени)[7]
  - решение избирательной комиссии о регистрации кандидата — в течение 10 дней со дня подачи документов в избирком
- с 15 августа по 11 сентября — период агитации в СМИ (начинается за 28 дней до дня голосования)
- 12 сентября — «день тишины»
- 13 сентября — день голосования

## Требования к кандидатам
В Брянской области кандидаты выдвигаются только политическими партиями, имеющими в соответствии с федеральными законами право участвовать в выборах. Самовыдвижение не допускается. Согласно уставу избран может быть гражданин Российской Федерации, достигший возраста 30 лет. У кандидата не должно быть гражданства иностранного государства либо вида на жительство в какой-либо иной стране.

### Муниципальный фильтр
В соответствии с законом о губернаторских выборах был введён так называемый муниципальный фильтр, для прохождения которого кандидатам требуется собрать в свою поддержку определённый процент подписей от общего числа муниципальных депутатов и избранных на выборах глав муниципальных образований, в числе которых должно быть от 5 до 10 депутатов представительных органов муниципальных районов и городских округов и избранных на выборах глав муниципальных районов и городских округов. Муниципальным депутатам представлено право поддержать только одного кандидата.
В Брянской области кандидаты должны собрать подписи 7 % — не менее 215 депутатов представительных органов муниципальных районов и городских округов не менее, чем в 24 муниципалитетах региона.

## Кандидаты
| Кандидат          | Возраст              | Должность (на момент выдвижения)                                          | Субъект выдвижения                  | Статус                                     | Кандидаты в Совет Федерации |
| ----------------- | -------------------- | ------------------------------------------------------------------------- | ----------------------------------- | ------------------------------------------ | --- |
| Андрей Архицкий   | 57 лет (01.01.1968)  | депутат Брянской областной Думы                                           | КПРФ                                | зарегистрирован                            | Дмитрий Вершилов, пенсионер Сергей Кузнецов, второй секретарь Брянского отделения КПРФ Лариса Лунева, помощник депутата Государственной Думы Вахи Агаева                                 |
| Александр Богомаз | 64 года (23.02.1961) | губернатор Брянской области                                               | «Единая Россия»                     | зарегистрирован                            | Сергей Галаганов, заместитель главного врача Брянской областной больницы №1 Вадим Деньгин, депутат Государственной Думы Людмила Журавлёва, председатель комитета Брянской областной Думы |
| Дмитрий Корнилов  | 49 лет (19.04.1976)  | индивидуальный предприниматель                                            | «Гражданская платформа»             | зарегистрирован                            | Марина Исаханян, управляющий ИП Алексей Мельников, ведущий специалист ПАО «Вымпел-Коммуникации» Виктор Щербин, индивидуальный предприниматель                                            |
| Сергей Курденко   | 65 лет (06.10.1959)  | председатель комитета Брянской областной Думы                             | «Справедливая Россия»               | зарегистрирован                            | Пётр Кулешов, пенсионер Сергей Недоливко, специалист Брянского филиала ООО «Газпром Трансгаз Москва» Александр Нестеров, индивидуальный предприниматель                                  |
| Сергей Маслов     | 68 лет (11.01.1957)  | юрист                                                                     | Интернациональная партия России     | отказ в регистрации подписи не предоставил | — |
| Сергей Чернышов   | 57 лет (11.10.1967)  | педагог Брянского регионального Центра эстетического воспитания «Родники» | Казачья партия Российской Федерации | зарегистрирован                            | Наталья Афонасенкова, учитель СОШ №167 Алексей Иванов, заместитель директора Брянского городского лицея №1 Екатерина Качура, домохозяйка                                                 |

## Результаты
14 сентября Избирательная комиссия Брянской области опубликовала результаты выборов, где действующий губернатор Александр Богомаз набрал 71,7 % голосов.
| Место                                    | Место                                    | Кандидат                                 | Партия                                   | Голосов | %       |
| ---------------------------------------- | ---------------------------------------- | ---------------------------------------- | ---------------------------------------- | ------- | ------- |
|                                          | 1.                                       | Александр Богомаз                        | «Единая Россия»                          | 355 505 | 71,7 %  |
|                                          | 2.                                       | Андрей Архицкий                          | КПРФ                                     | 50 058  | 10,09 % |
|                                          | 3.                                       | Сергей Курденко                          | «Справедливая Россия»                    | 40 669  | 8,2 %   |
|                                          | 4.                                       | Дмитрий Корнилов                         | «Гражданская платформа»                  | 21 351  | 4.3 %   |
|                                          | 5.                                       | Сергей Чернышов                          | Казачья партия Российской Федерации      | 19 686  | 3,97 %  |
|                                          |                                          |                                          |                                          |         |         |
| Действительных бюллетеней                | Действительных бюллетеней                | Действительных бюллетеней                | Действительных бюллетеней                | 487 269 | 98,25 % |
| Недействительных бюллетеней              | Недействительных бюллетеней              | Недействительных бюллетеней              | Недействительных бюллетеней              | 8655    | 1,75 %  |
| Всего                                    | Всего                                    | Всего                                    | Всего                                    | 495 924 | 100 %   |
|                                          |                                          |                                          |                                          |         |         |
| Число бюллетеней, выданных досрочно      | Число бюллетеней, выданных досрочно      | Число бюллетеней, выданных досрочно      | Число бюллетеней, выданных досрочно      | 307 558 | 62 %    |
| Число бюллетеней, выданных на участке    | Число бюллетеней, выданных на участке    | Число бюллетеней, выданных на участке    | Число бюллетеней, выданных на участке    | 166 427 | 33,54 % |
| Число бюллетеней, выданных вне помещения | Число бюллетеней, выданных вне помещения | Число бюллетеней, выданных вне помещения | Число бюллетеней, выданных вне помещения | 22 147  | 4,46 %  |
|                                          |                                          |                                          |                                          |         |         |
| Явка                                     | Явка                                     | Явка                                     | Явка                                     | 496 132 | 50,37 % |
| Число избирателей                        | Число избирателей                        | Число избирателей                        | Число избирателей                        | 984 952 | 100 %   |